# Laborec

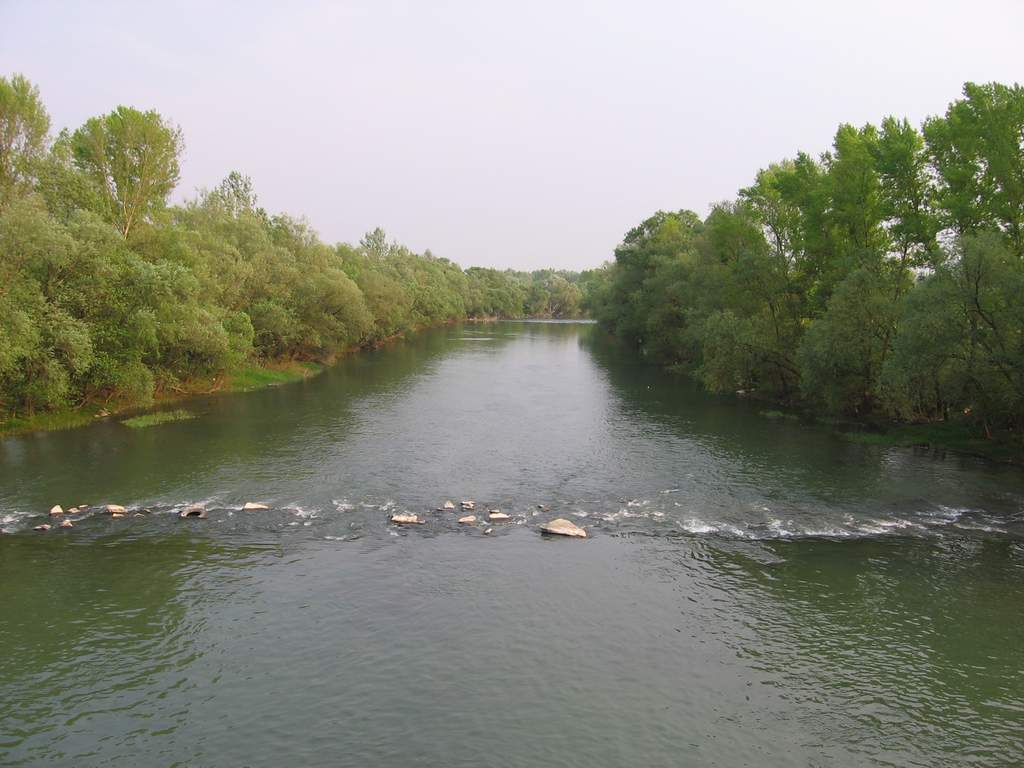
Laborec w Stražskem – widok z mostu na południe

Laborec (węg. Laborcza) – rzeka we wschodniej Słowacji, należąca do dorzecza Dunaju. Długość – 129 km. Powierzchnia zlewni – 4522,5 km². Przeciętny roczny przepływ u ujścia – 54,5 m³/s. Nazwa rzeki pochodzi prawdopodobnie od indoeuropejskiego albh = biały.
Źródła Laborca znajdują się na południowych stokach Beskidu Niskiego, kilka kilometrów od Przełęczy Dukielskiej, na terenie wsi Čertižné, na wysokości 710 m n.p.m. W 2005 r. słowackie przedsiębiorstwo gospodarki wodnej (Slovenský vodohospodársky podnik š. p., zakład "Povodie Laborca" – Michalovce) ustawiło przy źródle pamiątkowy kamień. Autorem tej inicjatywy był miejscowy leśnik, działacz ochrony przyrody i lokalny historyk, inż. Miroslav Porada.
Laborec płynie na południe przez Beskidy jako rzeka górska, zbierając liczne drobne dopływy, z których największe to lewostronne Výrava i Udava. Po opuszczeniu gór przyjmuje duży lewy dopływ – Cirochę, przepływa przez miasto Humenné, po czym zmienia kierunek na południowo-zachodni i od zachodu okrąża masyw górski Wyhorlatu. Następnie znów zmienia kierunek na południowy i przecina miasto Michalovce.
Na tym odcinku wody Laborca są wykorzystywane do zaopatrywania w wodę sztucznego jeziora o nazwie Zemplínska šírava, które działa jako wielki zbiornik retencyjny. Laborec znany jest z gwałtownych wezbrań: do czasu budowy Zemplínskiej šíravy jego wody w dolnym biegu niejednokrotnie zalewały całą Seniańską Depresję, tworząc okresowe tzw. Morze Wschodniosłowackie („Východoslovenské more“) o długości 12 i szerokości 5 km. W 1933 r. poziom wód Laborca w Michalovcach przekroczył normalny stan aż o 6,3 m.
Po dłuższym odcinku bez żadnych dopływów Laborec przyjmuje swój największy dopływ – Uż w okolicy miasta Drahňov. Następnie zmienia kierunek na południowo-zachodni i koło wsi Oborín wpada do Latoricy.
Zlewnia Laborca jest bardzo niesymetryczna – prawostronna ma 445,8 km², a lewostronna – 4076,7 km². Jest to skutkiem tego, że oba największe dopływy Laborca: Cirocha i Uż są właśnie lewostronne, natomiast po prawej stronie jego dorzecza, 10-20 km na zachód, na całej długości, równolegle biegnie dolina Ondawy, dorównującej mu wielkością.
Dolina Laborca oddziela Pogórze Ondawskie od Gór Bukowskich (słowackiej części Bieszczadów). Od czasów starożytnych była wykorzystywana jako korytarz transportowy. Obecnie na odcinku Michalovce –Strážske biegnie nią droga krajowa nr 18, na odcinku Strážske – Humenné droga krajowa nr 74, a na odcinku Humenné – Medzilaborce – Čertižné droga nr 559. Na odcinku Michalovce – Medzilaborce doliną Laborca biegnie linia kolejowa Slovenské Nové Mesto – Zagórz, czyli historyczna Pierwsza Węgiersko-Galicyjska Kolej Żelazna.